# Serafim Lopes Godinho Filho

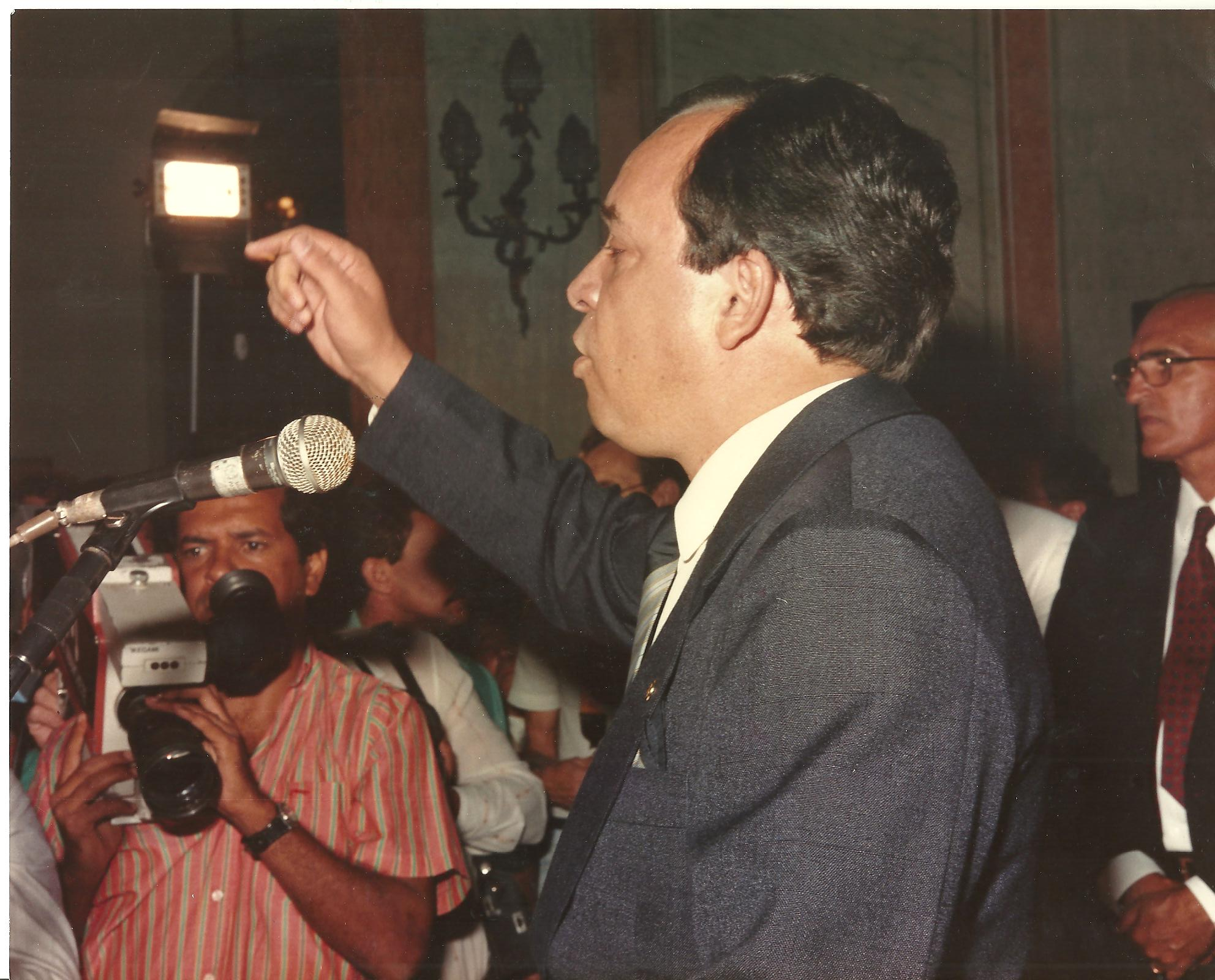

Serafim Lopes Godinho Filho (Santa Maria do Suaçuí, 3 de dezembro de 1944) é um médico e político brasileiro do estado de Minas Gerais.

Serafim Godinho foi prefeito de Santa Maria do Suaçuí (1973-1977).
Foi deputado estadual em Minas Gerais no período de 1987 a 1991 (11ª legislatura )

)
Durante o seu período como parlamentar, licenciou-se para ocupar os cargos de secretário de Estado da Casa Civil (1988-1989), secretário de Estado da Saúde (1989) e secretário de Estado do Interior e Justiça (1990).
Atualmente reside em Ouro Preto do Oeste (Rondônia), onde administra o Hospital Marter Dei.